# Légendaire sarrasin en France

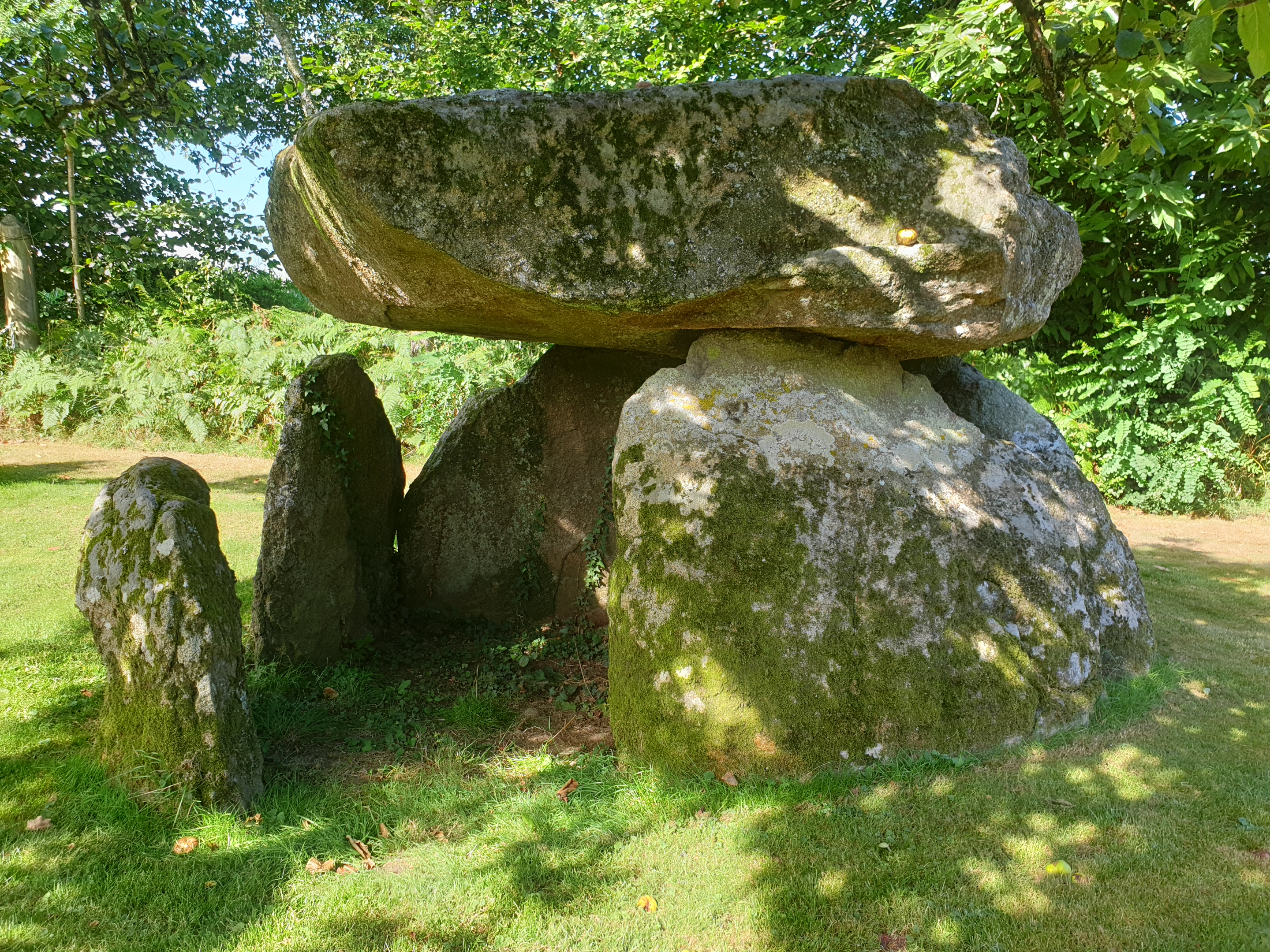
Dolmen de la Loge aux Sarrazins, dans le département du Calvados.

Le légendaire sarrasin ou maure est formé de l'ensemble des récits, de tradition orale ou écrite, portant sur la présence arabo-berbéro-musulmane dans l'Europe médiévale et sur les traces qu'elle est supposée avoir laissées.
En France, la présence des Maures et des Sarrasins est historiquement attestée. Cependant, son ampleur a souvent été exagérée, notamment au XIXe siècle, dans la construction du récit national. Le légendaire sarrasin, qui s'est développé en marge de celui-ci, se présente de façon très disséminée sur le territoire national. S'y rencontrent, dans des proportions variables selon les lieux, aussi bien des écrits d'érudits locaux que des récits mêlant histoire et merveilleux, ou des « légendes d'ascendance » par lesquelles des groupes se voient assigner ou revendiquent une origine sarrasine. Sous ses différentes formes, le légendaire se construit dans une recherche de traces peu avare d'approximations. Il tend à produire une image ambivalente des Sarrasins, à la fois destructeurs et bâtisseurs, envahisseurs transmués en « ancêtres fondateurs » ou même en êtres fantastiques. Sur un plan général, il est possible d'y voir une forme de « contre-récit national », répondant à l'inquiétude commune de populations marginalisées par la modernité, mais cette conception n'est pas partagée par tous. Il trouve une expression fréquente notamment dans la formation et l'interprétation des noms de lieu et de famille.

## Arrière-plan historique et historiographique

### Histoire: les Sarrasins au nord des Pyrénées

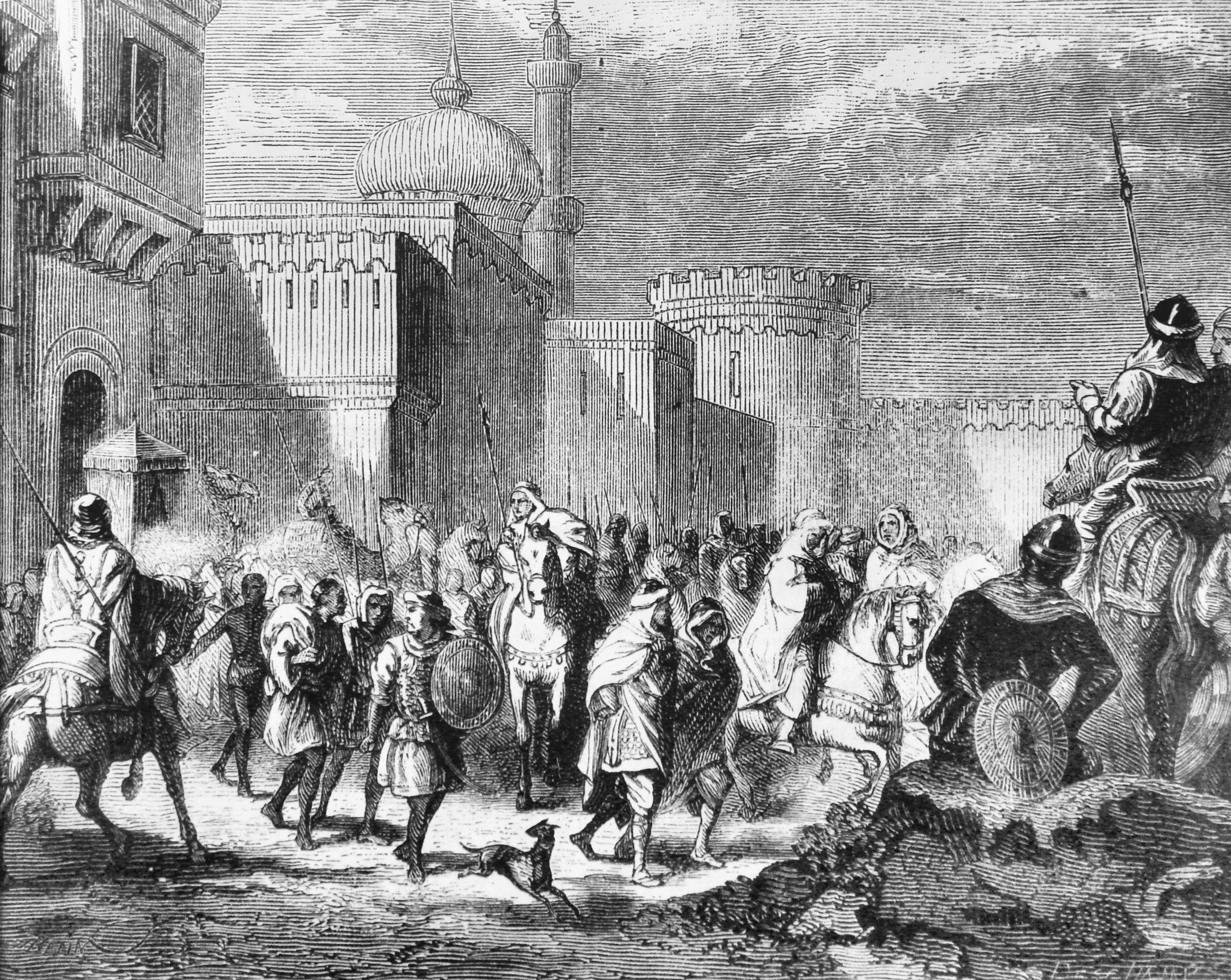
Les troupes musulmanes quittent Narbonne, par Émile Bayard (1880).

De la présence sarrasine ou maure au nord des Pyrénées, les analyses des historiens des XXe et XXIe siècles retiennent essentiellement deux séquences, limitées dans le temps et dans l'espace et dont les acteurs obéissent à des mobiles différents.
En Septimanie (futur Languedoc), au VIIIe siècle, il s'agit de la poursuite du djihad des guerriers omeyyades qui prennent Narbonne et Carcassonne, dominent le pays jusqu'à Nîmes et mènent depuis ces bases des raids dans la vallée du Rhône et jusqu'à Bordeaux et Poitiers. L'intervention de Pépin le Bref met fin à une occupation qui ne dépasse pas 40 ans.
En Provence, aux IXe et Xe siècles, ce sont des pirates, venus d'al-Andalus en quête de butin et d'esclaves, qui se créent des repaires sur le littoral oriental puis dans le massif des Maures et lancent à partir de là des razzias dans la vallée du Rhône et jusqu'aux cols alpins. Roubaud, comte d'Arles, et son frère Guilhem, comte d'Avignon, les délogent de la totalité de leurs bastions avant la fin du Xe siècle. Toutefois des groupes restent dans la région et s'assimilent, quelques individus se convertissant au christianisme.

### Historiographie: les Sarrasins dans le récit national français

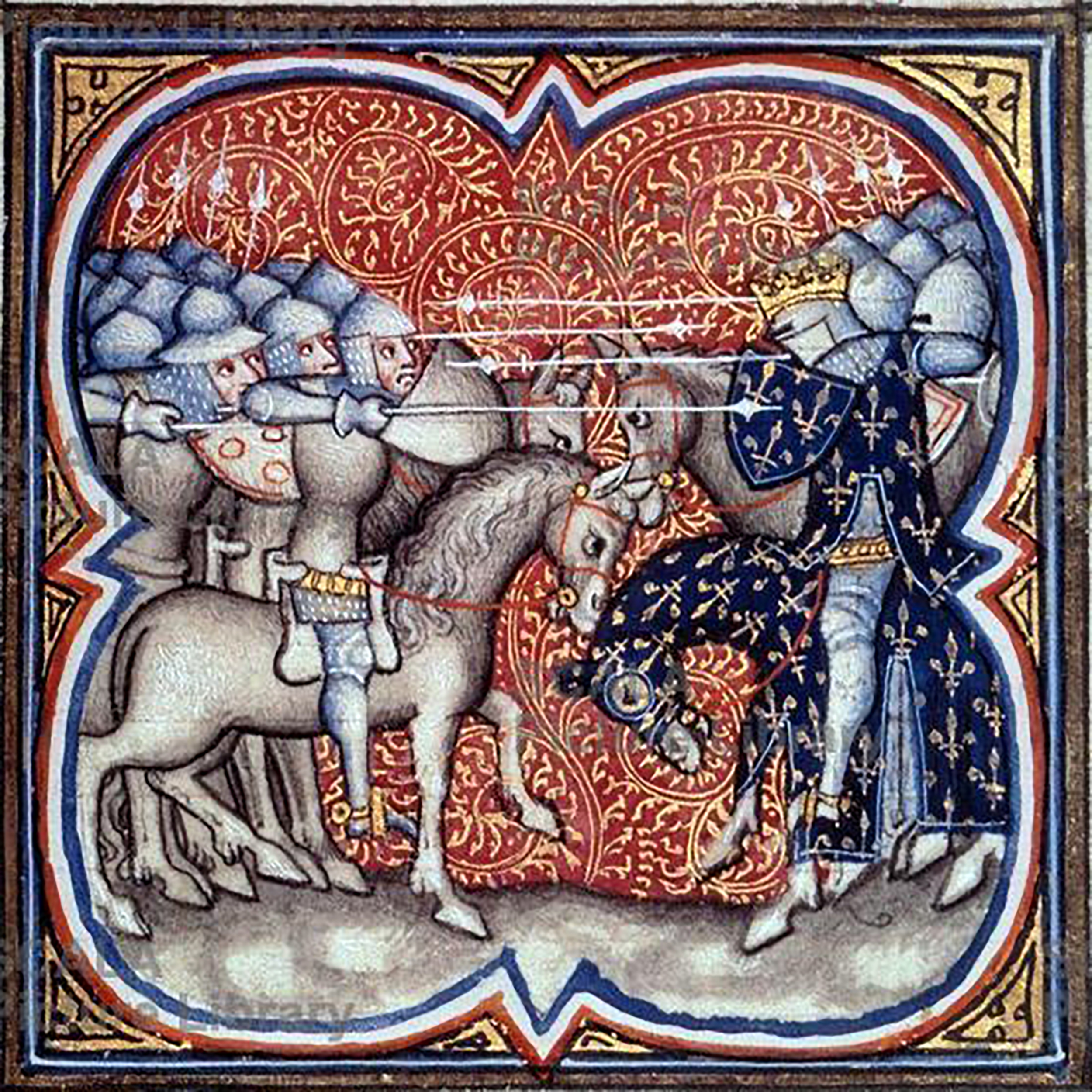
La bataille de Poitiers (732) dans les Grandes Chroniques de France.

Chroniqueurs, historiens et écrivains ont souvent surestimé tant l'ampleur territoriale que la portée historique des invasions et de la présence dites d’abord sarrasines ou maures, plus tard arabes ou musulmanes. Très tôt, elles ont donné matière à l'élaboration d'un légendaire historique : un manuscrit du XIIIe siècle, conservé à la bibliothèque royale de Belgique, présente ainsi, dans la description d'un itinéraire de Valenciennes à Avignon, toute une ville de Sarrasins, censée compter de nombreux tombeaux.
La représentation de l'islam ayant été dès l'origine, en Europe, un enjeu de combat idéologique, ces exagérations ont principalement nourri un discours négatif et hostile. En France, au XIXe siècle, dans un contexte de conquêtes coloniales et de construction d'un récit national, les Sarrasins apparaissent le plus souvent comme les fauteurs d'un saccage généralisé, ravageant la Gaule jusqu'aux Vosges et menaçant le pays dans son intégrité politique et religieuse. Cependant, à côté de ce discours dominant, des récits légendaires de toutes formes se sont progressivement développés, tendant à présenter les Sarrasins de façon moins univoque et à valoriser leurs nombreuses traces supposées.

## Caractères généraux

### Géographie

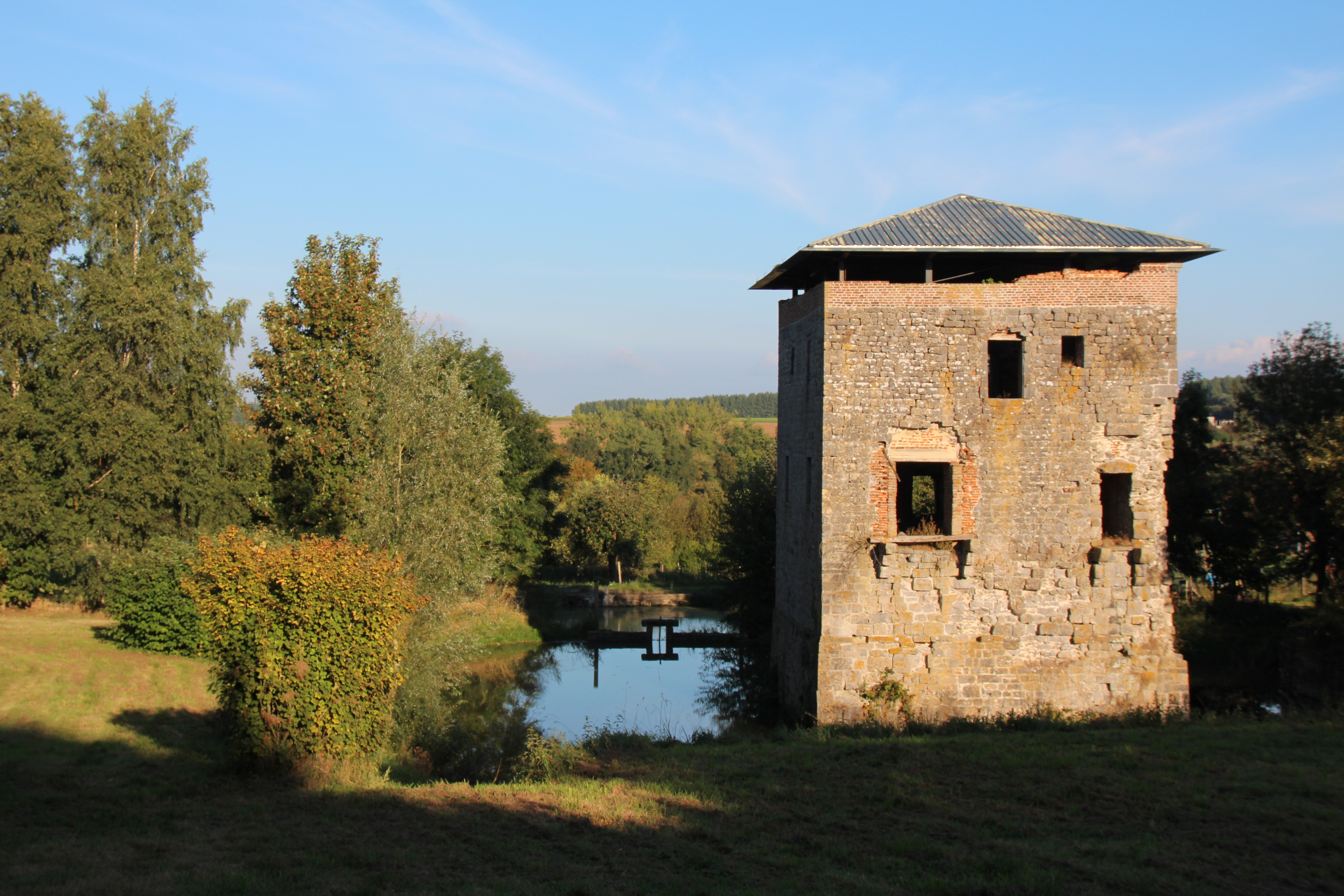
La tour Sarrazine de Saint-Waast, dans le département du Nord.

Le légendaire sarrasin et les « traces » dont il se nourrit constituent un matériau très disséminé sur le territoire français. Parmi les régions où il est le plus fortement présent, l'historienne Karine-Larissa Basset a particulièrement mis en valeur trois ensembles : un « grand Est » qui va de la Bourgogne au Dauphiné, la Provence et, dans l'Ouest, d'une part l'Indre-et-Loire et le Maine-et-Loire, d'autre part le Poitou ; mais le Sud-Ouest, le Nord ou les Alpes peuvent aussi être mentionnés.
Le linguiste Jean-Claude Bouvier a étudié la répartition par département des noms de lieu où les termes « Sarrasin » ou « Maure » apparaissent en tant que déterminants,. Il ressort de son analyse que la diffusion de ces toponymes déborde très largement les territoires historiquement touchés par la présence sarrasine, ce qui en fait à ses yeux le signe évident de la présence et du développement d'un légendaire.
Sa cartographie montre des couloirs de propagation à partir de foyers de départ : pour « Sarrasin », du Var vers l'Est de la France, et plus loin jusqu'au Nord ; pour « Maure », des confins franco-espagnols vers l'Ouest, et aussi depuis la Provence jusqu'à la Franche-Comté. Sur l'ensemble du territoire français, seules deux régions restent en dehors de l'aire d'extension de ces toponymes : l'Alsace et la Bretagne celtophone.

### Formes

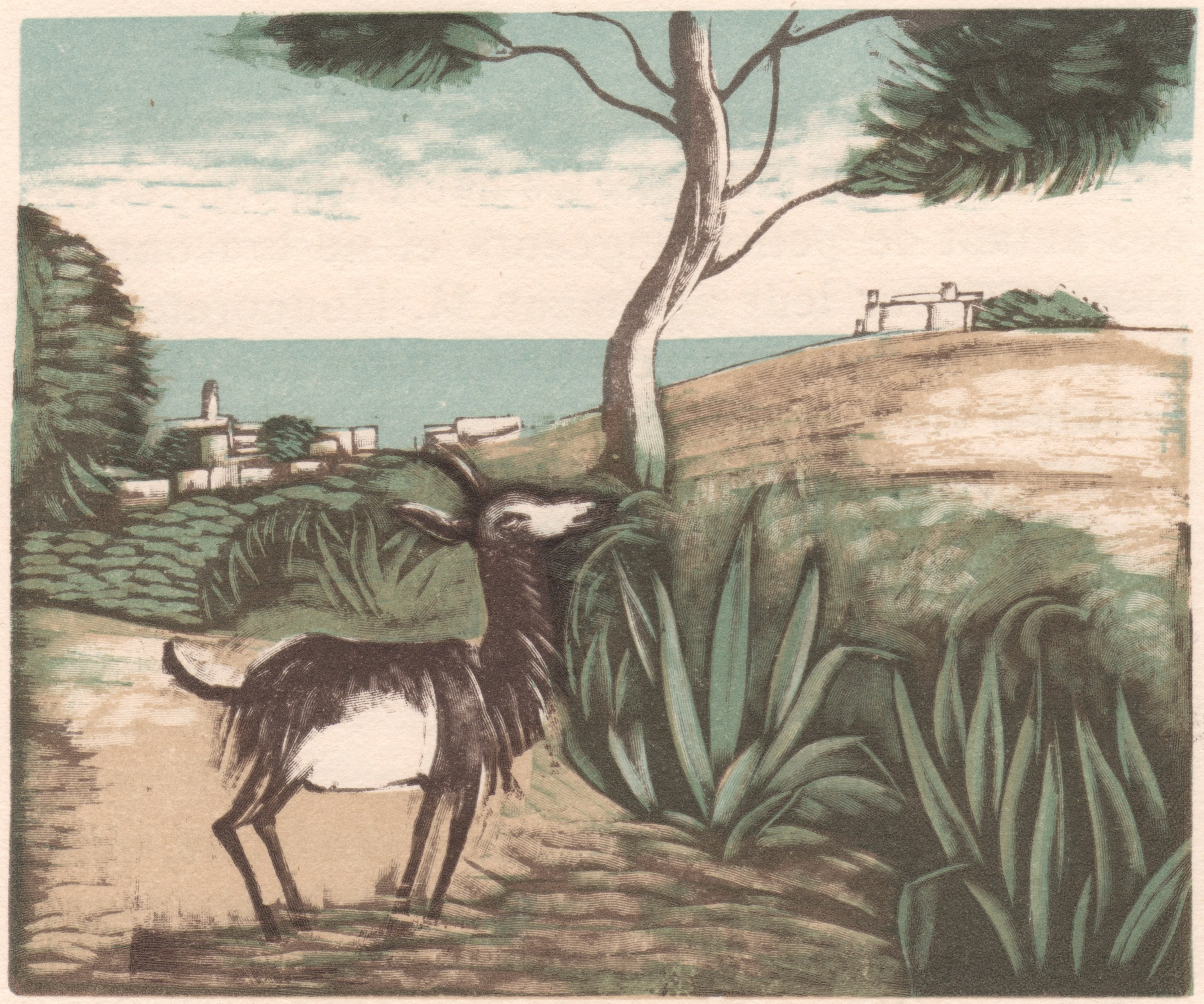
La chèvre d’or, gardienne du trésor des Sarrasins. Illustration de Fernand Siméon (1930) pour le roman de Paul Arène (1889).

Le légendaire sarrasin est une matière hétérogène où voisinent et, souvent, se recouvrent traditions écrites et orales, productions érudites, littéraires et populaires, histoire locale et légendes diverses. Karine-Larissa Basset distingue récits toponymiques, récits étiologiques et récits d'ascendance, cette dernière catégorie désignant « les récits ou les motifs narratifs qui légitiment l’ascendance sarrasine de certains groupes régionaux, locaux ou familiaux, qui se reconnaissent pour ancêtres des occupants musulmans du VIIIe siècle ». 
Ces types de sources se combinent dans des proportions variables selon les régions. Ainsi, dans l'Est où « s'est déployée, de 1830 à 1900, la quête érudite des traces sarrasines », prédominent les tentatives de construire une histoire régionale en comblant les lacunes du récit national ; tandis qu'en Provence, la première place revient aux écrivains, soucieux de rattacher romantiquement leur région à la présence sarrasine. L'Ouest est le cadre de récits d'ascendance populaires : collectifs comme dans le Véron, presqu'île formée par la Loire, la Vienne et l'Indre, où une population se considère ou est considérée comme descendante de Sarrasins installés là après la bataille de Poitiers ; ou individuels comme dans le cas, également étudié par Karine-Larissa Basset, de Robert Cousin, « un agriculteur du centre de la France, porteur d’une maladie génétique qui provoque des écoulements sanguins de nez, qui est persuadé que sa maladie lui a été transmise depuis le VIIIe siècle par ses ancêtres sarrasins ».

### Procédés

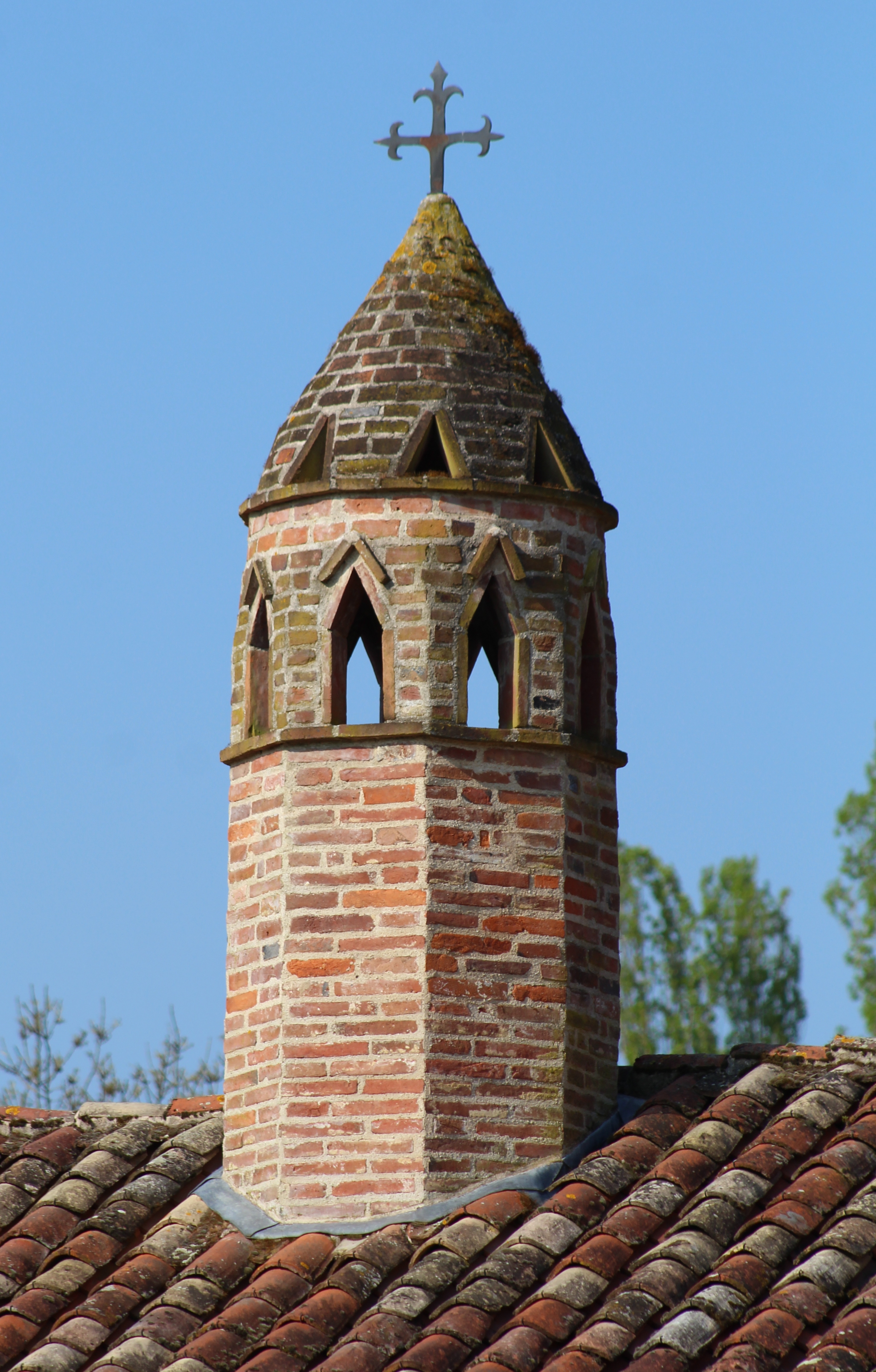
Mitre d’une cheminée sarrasine sur une ferme bressane de Saint-Cyr-sur-Menthon, dans le département de l’Ain.

Sous différentes formes, le légendaire sarrasin se construit dans une recherche de « traces » qui utilise l'archéologie comme modèle, dans une quête qui fabrique des preuves en même temps qu'elle alimente le récit par sa narration : il suffit d'« identifier les traces » ou d'opérer « un déchiffrage qui prend souvent l'aspect d'une révélation » et de relier par le discours les découvertes au récit global. Dans la logique du récit d'ascendance, les lieux, comme supports de traces matérielles, la langue, comme réceptacle de survivances langagières, et le sang, comme véhicule d'un ethnotype sarrasin, sont trois champs dont le parcours doit permettre de se relier aux ancêtres.
Surinterprétations, raccourcis, approximations et calembours sont autant de moyens régulièrement utilisés pour transformer les liens les plus hypothétiques en certitudes : en Bourgogne, à partir du milieu du XIXe siècle, les érudits « sarrasinisent » des traces auparavant non sarrasines ; en Provence, on procède de même avec les ruines ainsi qu'avec les tuiles, dites « sarrasines », et les bravades sont interprétées comme commémorations des combats contre les Maures ; Robert Cousin note que le terme aroun, qui désigne un indésirable dans le patois qu'il connait, veut dire « enfant » en touareg.
Le légendaire sarrasin ne se réduit pas à une pure rhétorique, il fait appel aux corps dans une forme d'« incarnation » : en témoignent la place que tient la maladie de sang de Robert Cousin dans sa quête, mais aussi la construction par la littérature d'un archétype de la Provençale issu des sangs grec, romain et sarrasin ; les natifs petits, bruns et à la peau mate de Bessans en Savoie, qui se reconnaissent descendants de Sarrasins ; ou encore, les soldats originaires du Véron pris pour des Algériens lors de la guerre d'Algérie.

### Thèmes: les Sarrasins du légendaire

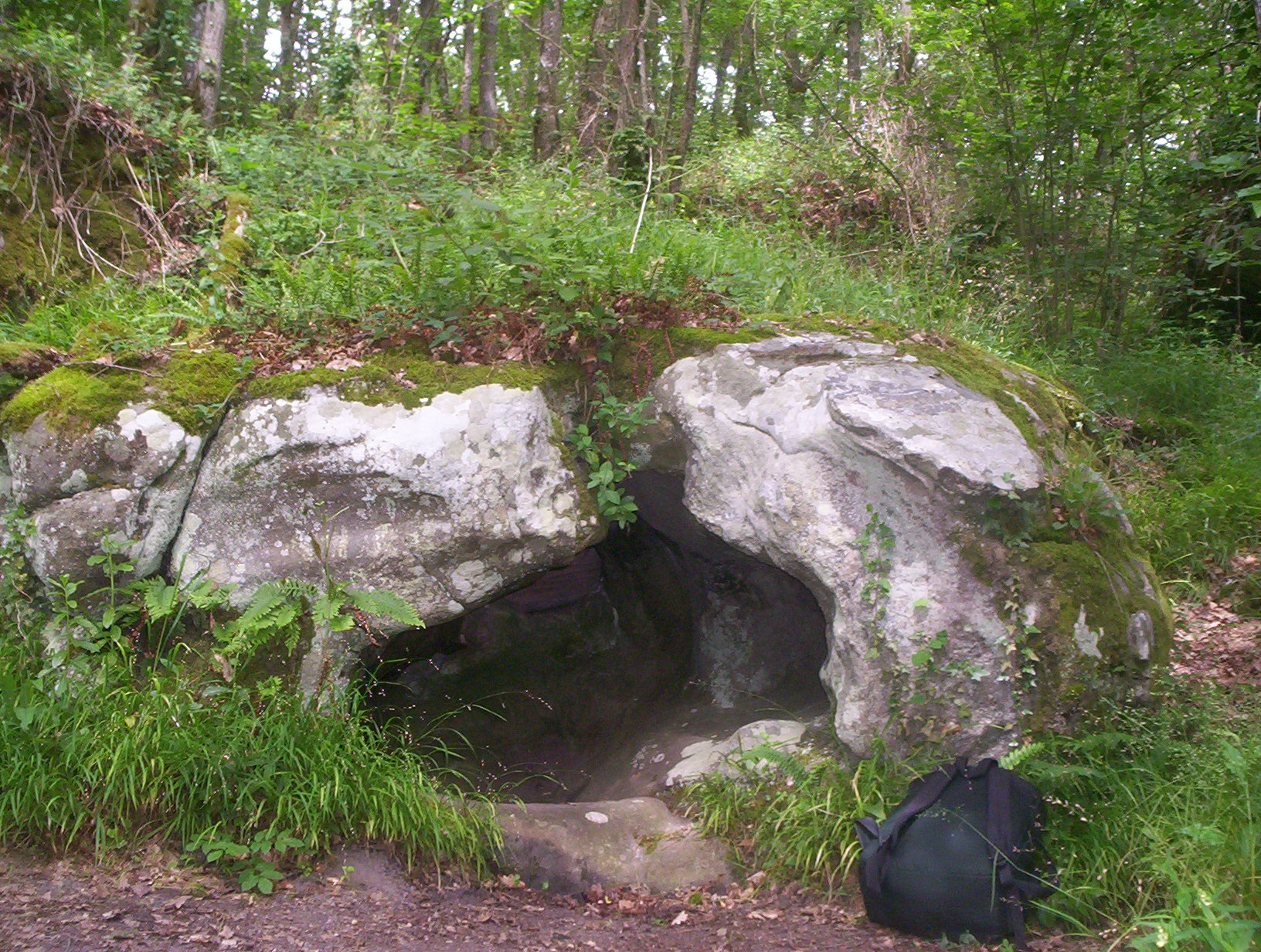
Le trou du Sarrazin, grotte ornée de Villeneuve-sur-Auvers, dans le département de l’Essonne.

Les thèmes qui ressortent du légendaire sarrasin, et que peut refléter la composition des toponymes, donnent des Sarrasins une image plus complexe que celle, uniment négative, qu'en présente le récit national. Certaines traditions populaires, à l'instar du carnaval corse, leur attribuent toutes les caractéristiques du sauvage. Mais ils apparaissent souvent sous des traits ambivalents, combinant puissance destructrice et de construction, que confirment les nombreux noms de lieu qui les associent à « Château » ou à « Tour ». Des sources multiples en donnent une vision nettement positive, comme tel guide touristique de 1912 qui leur attribue une facilité d'adaptation à la culture provencale supérieure à celle des autres envahisseurs. De nombreux récits les créditent même d'une « action civilisatrice », aboutissement d'un renversement au terme duquel « les Sarrasins du Moyen Âge ont bien rejoint les Grecs et les Romains parmi les grands ancêtres antiques ».
Les cavités sont l'un des thèmes complémentaires les plus présents, qu'il s'agisse des mines et des carrières, dont l'exploitation est l'une des activités bienfaitrices attribuées aux Sarrasins, ou des grottes où les récits légendaires les font voisiner avec les fées, quand ils les en distinguent. Avec l'eau, dont la maîtrise constitue un autre de leurs traits bénéfiques, ces motifs renvoient à une dimension mythologique qui fait d'eux des êtres fantastiques, aquatiques et souterrains, relevant du même monde que les créatures légendaires, les morts ou les saints qui les affrontent : ainsi, dans la légende de Saint-Sauveur-de-Givre-en-Mai, ce sont des assaillants sarrasins que le saint éponyme du village met en déroute en faisant givrer en mai.

### Débats: un contre-récit national?

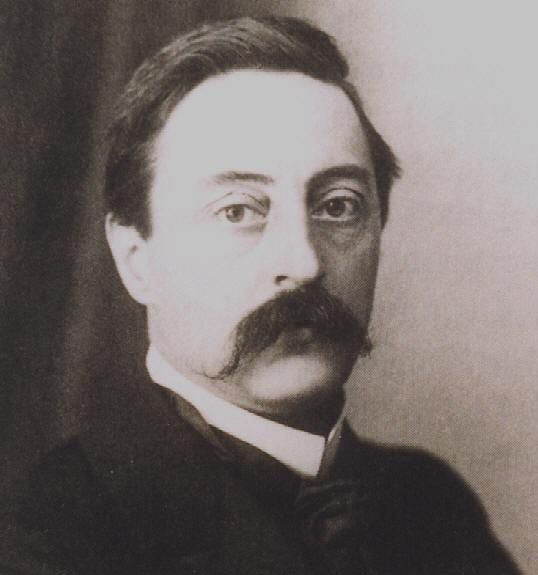
Arnold Van Gennep vers 1920.

Un constat indiscuté est le peu d'intérêt qu'a longtemps rencontré le légendaire sarrasin dans le monde académique, qu'il s'agisse de l'histoire ou de l'ethnographie de la littérature orale : pour les folkloristes comme Arnold van Gennep, en raison de la place importante qu'y occupe la production savante des érudits locaux ; pour les médiévistes comme Philippe Sénac, à cause de l'impossibilité de tirer quoi que ce soit de fiable des récits en question.
Laissant de côté la réalité historique des invasions qui les ont inspirés, « sur lesquelles il ne semble pas, effectivement, que l’on puisse aller bien au delà des études existantes », Karine-Larissa Basset s'attache à dégager de ces récits eux-mêmes une unité et une continuité qu'elle identifie à l'élaboration d'une forme de « contre-récit national » : sous ses formes hétérogènes, cette entreprise répondrait à une même inquiétude, celle de populations à divers titres marginalisées par la modernité, avec pour arrière-plan une commune méfiance à l'égard de l'histoire académique et des élites.
Si cette problématique du récit alternatif suscite l'intérêt d'un linguiste comme Jean-Claude Bouvier ou de l'anthropologue Cyril Isnart, qui relève l'effet de miroir par lequel les descendants supposés de Sarrasins se reconnaissent dans cette autre figure d'altérité nationale que sont les Berbères, elle soulève aussi des objections : ainsi, l'historien Pierre Guichard estime-t-il hasardeux de prêter la même inquiétude à des acteurs aussi divers, et douteux que les marginalités évoquées soient de même nature.

## Expression

### Dans les noms de lieu
De même que les « invasions arabes » en France, leurs traces dans le langage et, en particulier, dans la toponymie, ont souvent été exagérées. Ainsi, au XIXe siècle, l'anthropologue Lucien Bertholon attribuait-il de façon très peu scientifique une origine arabe à de très nombreux noms de lieu : « Beaujeu », « Bugey », « Camargue », « La Cavale », « Le Chaffal », « Serres », « Serret », « Serrière », etc. De même, Robert Cousin, dans le Jura où il s'est rendu pour rencontrer d'autres descendants revendiqués de Sarrasins, renvoie la coexistence du mont Corrand et du mont Credo à celle des Sarrasins et des moines au Moyen Âge.

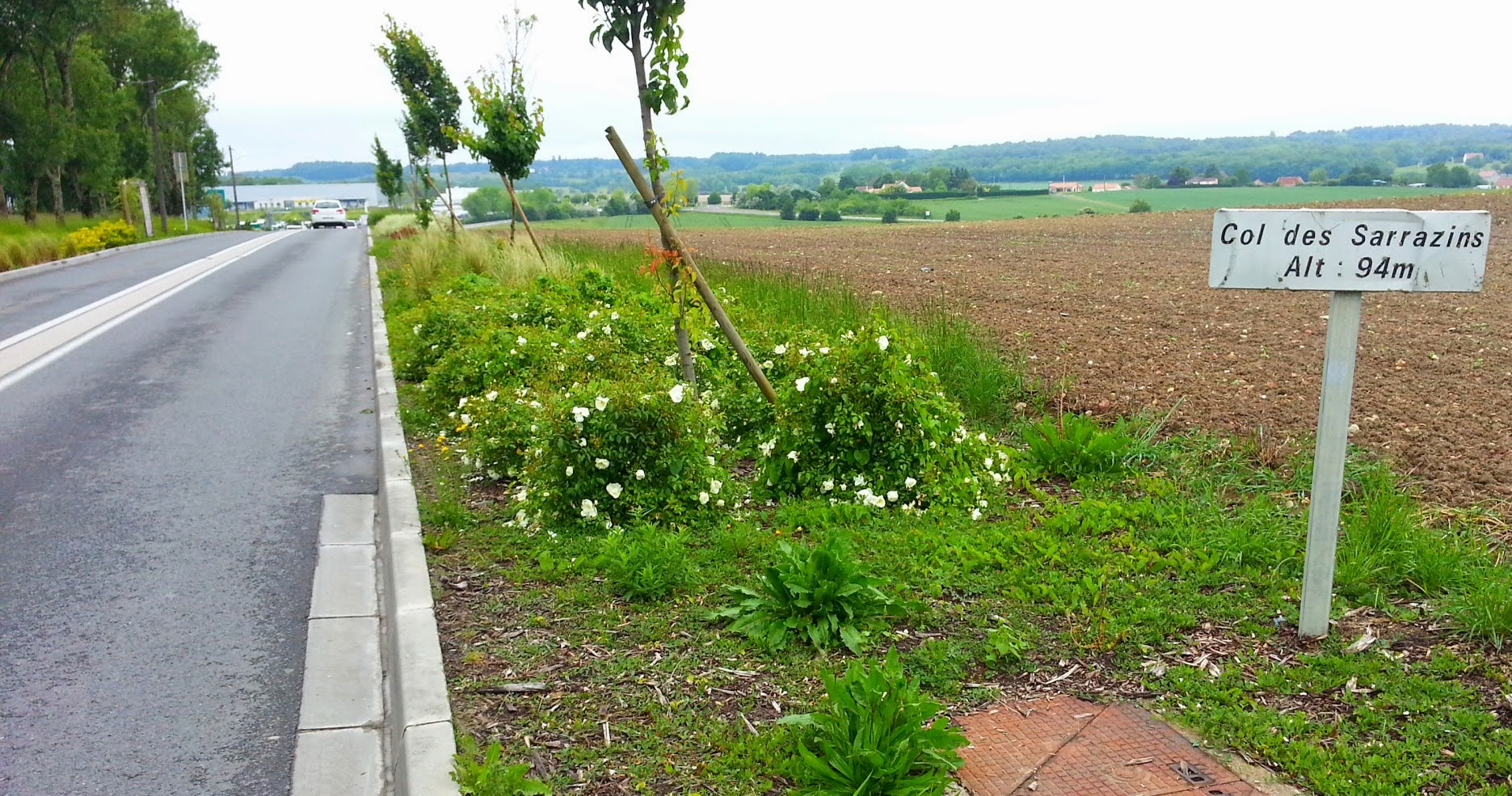
Le col des Sarrazins (94 mètres) à La Roche-Posay, dans le département de la Vienne.

Il existe aussi des lieux, nombreux en France bien que parfois difficiles à identifier, dont le nom est directement formé sur « Maure » ou « Sarrasin ». Certains correspondent simplement — c'est souvent le cas d'utilisations simples comme « Le Sarrasin » ou « Le Maure » — au nom ou au surnom de personnes d'allure sarrasine ou maure : ils n'en témoignent pas moins de la présence d'un héritage sarrasin, ne serait-ce qu'imaginaire, dans la mémoire locale.
Cependant, des toponymes comme « Maure », « Les Maures », « Le Maure » ou « La Maure » peuvent aussi se rapporter à l'aspect sombre, désigné par le latin maurus, d’un terrain ou d’un bois. D'autres utilisations, dans le département du Var, sont en relation directe avec le massif des Maures, dont le nom a cette origine. Toutefois, des cas de « télescopage » avec l'ethnonyme sont toujours possibles. Enfin, la présence d'une de ces formes, ou sa disparition, peut résulter de phénomènes de remotivation, par exemple d'« Amouroux » en « Maures », ou inversement.
Les noms de lieu formés sur « Sarrasin » ne recouvrent pas la même dualité de sens que ceux en « Maure ». Certes, la pseudo-céréale appelée « sarrasin » doit ce nom à la couleur noire de ses graines. Cependant, en toponymie, le terme ne semble pas avoir été employé pour noter une teinte sombre. En toute hypothèse, « Champ Sarrasin » pourrait renvoyer à un champ de sarrasin, mais de façon générale, les toponymes formés avec « Champ » se réfèrent à la configuration, au terrain ou à l'appartenance du champ, plutôt qu'à son contenu.

### Dans les noms de famille
Les récits d'ascendance locaux associent souvent des patronymes particuliers à une hypothétique origine sarrasine. Ainsi, en Deux-Sèvres, où « Bruneau », « Moreau » et « Noireau » figurent comme dans l'ensemble du Poitou parmi les noms de famille les plus répandus, la presse et la rumeur locales y voient l'empreinte d'une caractéristique fréquente dans le département, la couleur brune de la peau et des cheveux, elle-même héritage supposé de guerriers omeyyades parvenus au haut Moyen Âge jusqu'aux portes de Poitiers. Dans le Véron, « Mureau » et « Morais » sont rattachés aux Maures.
En Ardèche, les « Saladin », « Sarrazin », « Eldin », « Maurel », « Maurras », « Morel », « Mourier », « Biscarat » ou autres « Gazel » étaient tenus par les érudits locaux du XIXe siècle pour marques certaines d'une implantation sarrasine durable à Largentière et alentour ; thèse qui n'est restée soutenue au XXe siècle que par quelques historiens régionaux et dans les guides touristiques, mais qui perdure dans les publications locales.

### Sur les écrans
Dans la comédie Les Visiteurs (1993) de Jean-Marie Poiré, un facteur noir, interprété par le comédien burkinabé Théophile Sowié, est pris pour un Sarrasin par Jacquouille la Fripouille et le comte Godefroy de Montmirail, venus du Moyen Âge et égarés au XXe siècle.